# M-Ticket

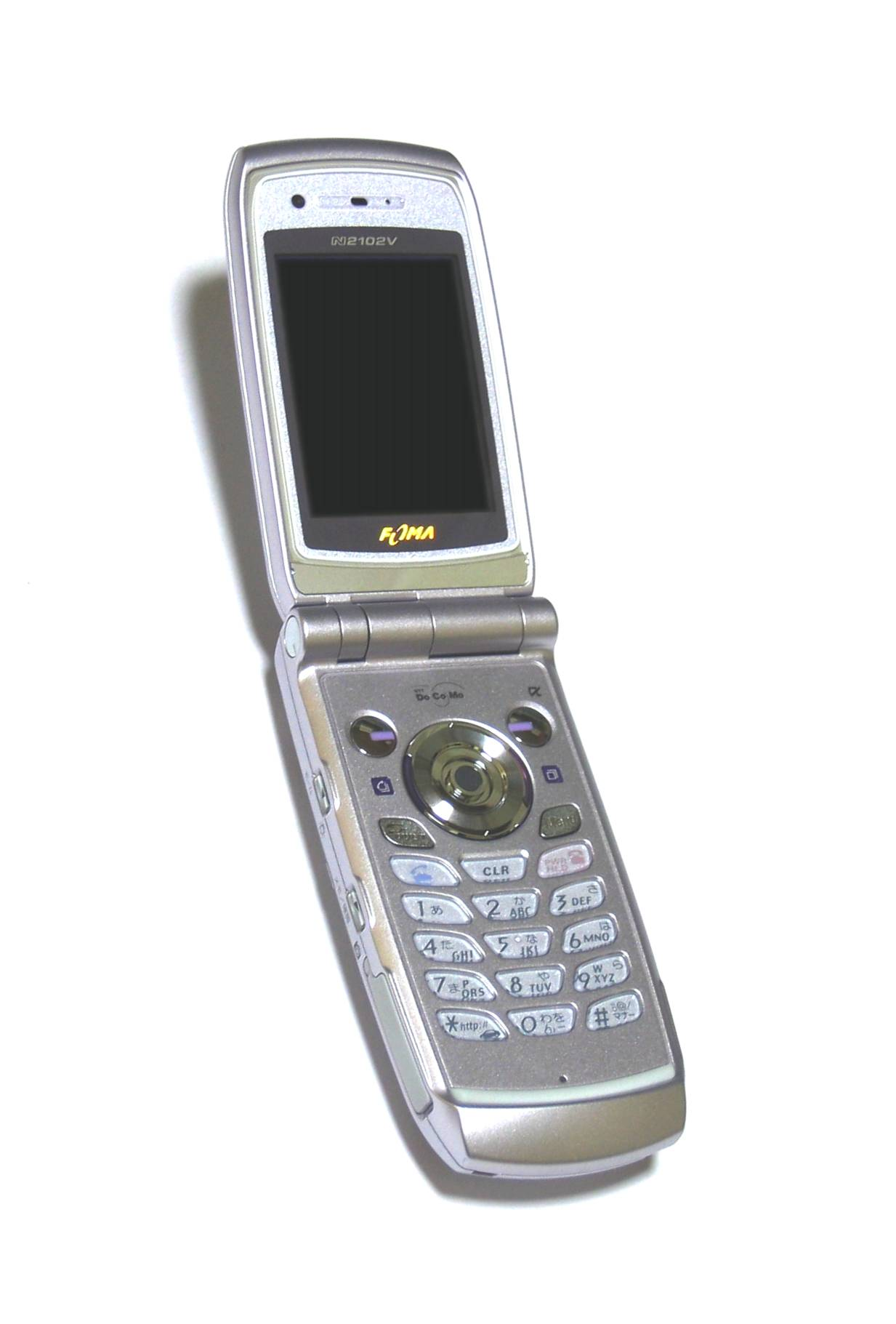
M-Ticket als SMS bericht op mobiele telefoon

Het M-Ticket was een proef bij NoordNed Personenvervoer BV met een GSM waarbij men in een SMS-bericht bevestiging ontvangt voor een treinkaartje en of een buskaartje.
De proef liep tussen september 2002 en 1 januari 2005 op de trajecten Stavoren - Leeuwarden, Harlingen - Leeuwarden en Leeuwarden - Groningen en een buskaartje op de buslijn Dokkum - Veenwouden. Het maakte geen deel uit van het nationaal tariefsysteem.
De transacties zijn op dezelfde manier beveiligd als gewone bankmachtigingen. Het mobiele kaartje heeft de vorm van een gewoon SMS-bericht waarin informatie over de rit en een speciale ticketcode zijn weergegeven. Als iemand zijn M-ticket laat zien controleert de conducteur of de ticketcode in zijn overzicht staat en boekt het daarna af. Op die manier kan het M-ticket niet meerdere keren worden gebruikt.
Het berekende tarief was lager dan het tarief van het gedrukte NS kaartje en het tarief van de strippenkaart.